# Ablepharus deserti
Espèce
Synonymes
- Ablepharus tenuis Nikolsky, 1915
- Ablepharus turkestanicus Ahl, 1925

Statut de conservation UICN

 LC  : Préoccupation mineure
Ablepharus deserti est une espèce de sauriens de la famille des Scincidae.

## Répartition
Cette espèce se rencontre dans le Sud du Kazakhstan, au Kirghizistan, dans le Nord du Tadjikistan, en Ouzbékistan et dans l'Est du Turkménistan.

## Publication originale
- Strauch, 1868 : Über die Arten der Eidechsengattung Ablepharus. Bulletin de l'Académie impériale des sciences de St.-Pétersbourg, sér. 3, vol. 12, p. 359-371 (texte intégral).